# Улица Атарбекова (Москва)
У́лица Атарбе́кова — улица в районе Преображенское Восточного административного округа города Москвы. Начинается тупиком и пешеходной дорожкой у рампы тоннеля Сокольнической линии метрополитена, заканчивается на 1-й улице Бухвостова.

## Название
Получила название 23 ноября 1961 года в честь Георгия Александровича Атарбекова (1892—1925) — чекиста, участника борьбы за советскую власть на Северном Кавказе. До этого носила название Кото́вская у́лица в честь купца Фёдора Николаевича Котова, впоследствии избранного старостой храма Преображения Господня, опекавшего также Ольгинский приют, который располагался на этой улице. Название перенесено с упразднённой в 1961 году улицы в Богородском, которая до 17 декабря 1925 года называлась Щепа́ловская (или Щепа́новская) у́лица, до 1922 года — Сре́дняя у́лица.

## Здания и сооружения
Всего домов: 7.

| - 1 - 3-5 - 4 | - 4а - 4б - 4бс1 | - 5/7 |

## Транспорт
По улице маршруты наземного транспорта не проходят. На Преображенской улице расположены остановки трамваев 4л, 4п, 7, 13, автобусов т32, т41, 716, на Потешной улице — остановка автобуса 265.
Ближайшая станция метро —  Преображенская площадь.